# Emery County
Emery County je okres ve státě Utah v USA. K roku 2010 zde žilo 10 976 obyvatel. Správním městem okresu je Castle Dale, největším pak Huntington. Celková rozloha okresu činí 11 555 km². Byl pojmenován podle guvernéra George W. Emeryho.